# Mediorhynchus rajasthanensis
Mediorhynchus rajasthanensis är en hakmaskart som beskrevs av Gupta 1976. Mediorhynchus rajasthanensis ingår i släktet Mediorhynchus och familjen Giganthorhynchidae. Inga underarter finns listade i Catalogue of Life.